# Yvonne Wærn
Yvonne Wærn, ibland Waern, född Rosenblad 21 juli 1935 i Helsingfors, är en svensk forskare inom kognitiv psykologi och författare.

## Biografi
Yvonne Wærn, som kom till Sverige 1939, är känd som forskare inom området kognitionspsykologi (också kallat kognitiv psykologi) samt människa–dator-interaktion. 1960 blev hon filosofie licentiat och 1971 disputerade hon för filosofie doktorsgrad i psykologi vid Stockholms universitet. Det första bidraget till kognitionspsykologin gav hon genom sin lärobok med titeln Kunskap och tankeprocesser 1973. År 1976 fick hon docentbehörighet. Forskningen rörde framförallt textförståelse och när datorerna blev alltmer använda gav hon sig in på området människa–dator-interaktion. För att utbilda datorutvecklare i hur människor tänker skrev hon och hennes make, Karl-Gustaf Wærn, en bok. Ytterligare en svensk lärobok om kognitionspsykologi har hon givit bidrag till.
Yvonne Wærn hade en hel del samarbete med europeiska forskare inom området och tillsammans bildade de 1981 en europeisk förening med namnet ”European Association for Cognitive ergonomics” (EACE). 1986 bildade hon och andra svenska forskare en liknande förening i Sverige, nämligen ”STIMDI”, Sveriges Tvärvetenskapliga Intresseförening för Människa Dator Interaktion”.
Ytterligare en bok inom området kognitionspsykologi tillämpat på människa-dator-interaktion är ”Cognitive aspects of computer supported tasks”.. Denna bok blev översatt till japanska.   
Psykologtidningen uppmärksammade hennes arbete i en artikel år 1990.
För sin insats inom området människa–dator-interaktion fick hon STIMDIS stora pris 1997.
En tid arbetade hon som kognitionspsykologisk expert på Kungliga Tekniska högskolan och institutionen för Tillverkningssystem. 1992 utsågs hon till professor vid Tema Kommunikation vid Linköpings universitet och där verkade hon till sin pensionering. Då inriktades hennes forskning framförallt på området ”Kommunikation mellan människor genom datorsystem”. En antologi inom detta område kom ut 1998
Genom ett samarbete med professor José Cañas vid Psykologiska Institutionen, Universitet i Granada, kom en bok om "kognitiv ergonomi" ut på spanska. 
Efter pensioneringen arbetade hon som adjungerad professor vid institutionen för informationsdesign vid Mälardalens högskola. Där skrev hon tillsammans med några kolleger en bok om ”visuell retorik”.
Under sin akademiska verksamhet har hon publicerat mer än 100 vetenskapliga artiklar, konferensbidrag samt kapitel i antologier.
Ännu senare gav sig Yvonne Wærn in på det skönlitterära området där hon hittills publicerat fem böcker. Hon har framförallt ägnat sig åt  historiska romaner, science fiction och haiku.

### Facklitteratur
- Kunskap och tankeprocesser. En introduktion i kognitiv psykologi. Stockholm: Almqvist &Wiksell, 1973.
- Tänkande pågår. Om tankepsykologi för ADB-folk (tillsammans med Karl-Gustaf Wærn). Stockholm: Liber förlag, 1984.
- Cognitive aspects of computer supported tasks. London: Wiley, 1988. (Även översatt till japanska).
- Kognitiv psykologi. Lundh Lars-Gunnar & Montgomery Henry & Waern Yvonne. Lund: Studentlitteratur 1996.
- Co-operative process management: cognition and information technology. Taylor & Francis, 1998.
- Ergonomía cognitiva : aspectos psicológicos de la interacción de las personas con la tecnología de la información / J.J. Cañas, Y. Waerns. Editorial Médica Panamericana., ISBN 9788479035976, 2001.
- Bild och föreställning. Om visuell retorik. Studentlitteratur, 2004. (Tillsammans med Rune Pettersson och Gary Svensson).
- Kanarieöarnas gåtfulla historia. Fabelfarmor förlag, 2019.

### Skönlitteratur
- Förlorat förgånget, 2011 (Recito)
- Änkenådens hemlighet, 2012 (Recito)
- Det sägs att en prinsessa, 2013 (Recito)
- Moln över morgonrodnad, 2014 (Recito)
- Den ovälkomna gåvan, 2015 (Recito)
- Rymdbråtens budskap, 2016 (Recito) (under pseudonymen Aurora Ottiliana)
- Råttan som åt järn. Några indiska fabler, 2016 (tillsammans med Sugandha Iyer) (Fabelfarmor förlag)
- Jakten på drakägget, 2017 (Fabelfarmor förlag)
- Stölden av biboet, 2017 (Fabelfarmor förlag)
- Ramayana, 2017 (Tillsammans med Sugandha Iyer) (Fabelfarmor förlag)
- När havet steg, 2018 (Fabelfarmor förlag)
- När berget röt , 2019  (Fabelfarmor förlag)
- När jorden led, 2020  (Fabelfarmor förlag)
- Den sista jätteödlan,  2021(Fabelfarmor förlag)
- En själ väger 21 gram, 2022 (e bok. Saga Egmont )
- Upptäcktens andetag,  2023 ( Fafi förlag)